# Чаба Феньвеші
Чаба Феньвеші (угор. Csaba Fenyvesi, нар. 14 квітня 1943, Будапешт, Угорщина — 3 листопада 2015, Будапешт, Угорщина) — угорський фехтувальник на шпагах, тририразовий олімпійський чемпіон (1968 рік та двічі 1972 рік), триразовий чемпіон світу.

## Виступи на Олімпіадах
| Олімпіада     | Дисципліна          | Місце |
| ------------- | ------------------- | ----- |
| Мехіко 1968   | індивідуальна шпага | 9     |
| Мехіко 1968   | командна шпага      | 1     |
| Мюнхен 1972   | командна рапіра     | 4     |
| Мюнхен 1972   | індивідуальна шпага | 1     |
| Мюнхен 1972   | командна шпага      | 1     |
| Монреаль 1976 | командна рапіра     | 7     |
| Монреаль 1976 | індивідуальна шпага | 7     |
| Монреаль 1976 | командна шпага      | 4     |